# الرقابة على تويتر

الرقابة على تويتر

يُقصد بالرقابة على تويتر فرض رقابة شديدة ولصيقة على حسابات المستخدمين في موقع تويتر. في بعض الأحيان؛ تكون هذه الرقابة ذاتية وفي أحيان أخرى تتم هذه الرقابة بضغط من المسؤولين والحكومات التي ترى في بعض التغريدات انتهاكا لقوانينها. في الوقت الحالي؛ لا يُمكن استعمال تويتر في ثلاث دول وهي كوريا الشمالية، الصين ثم إيران.

## الرقابة عن طريق تويتر
قد تقوم شركة تويتر نفسها بفرض رقابة على المحتوى؛ حيث تقوم بين الفينة والأخرى بتعليق حسابات بعض المستخدمين بشكل مؤقت أو دائم. أحد الأمثلة على ذلك هو حظر الشركة يوم 18 كانون الأول/ديسمبر 2017 حسابات تابعة لبول جولدنج وجايدا فرانسين.

## الصين
تُعد الصين أحد الدول الثلاث التي قامت بحجب تويتر ومع ذلك فإن العديد من أفراد الشعب الصيني قادورن على استخدامه على أية حال. حُكم في عام 2010 على تشنغ جيان بينغ بالسجن لمدة سنة واحدة وذلك بسبب تعليقات له في تويتر حيث اقترح مقاطعة المنتجات اليابانية بدلا من الهجوم على جناح اليابان في شنغهاي إكسبو 2010.

## مصر
تم حظر استعمال موقع تويتر في مصر يوم 25 كانون الثاني/يناير 2011 إبّان الثورة. ألقت بعض التقارير الإخبارية باللوم على الحكومة المصرية بسبب ذلك المنع،  أمّا فودافون مصر إحدى أكبر مشغلات شبكات الهاتف المحمول فلم تُقدم أي تفسير لما جرى، ومع ذلك؛ أشارَ المواطنون المصريون إلى أن الدولة هي من تعمدت القيام بهذا الحظر حتى لا تنتشر أخبار الثورة. اعتبارا من 26 كانون الثاني/يناير من نفس العام كان تويتر لا يزال محظورا داخل مصر. في 27 يناير؛ قطعت الحكومة شبكة الإنترنت بكاملها وليس تويتر فحسب.
بعد وقت قصير من إيقاف خدمة الإنترنت؛ عكف مهندسو جوجل جنبا إلى جنب مع مهندسي تويتر على تطوير خدمة رسائل صوتية حمل اسم تكلم لتغرد. ذكرت جوجل في موقعها الرسمي أن الهدف من هذه الخدمة هي مساعدة المصريين المتظاهرين في البقاء على اتصال بالرغم من حجب الإنترنت. يمكن لمستخدمي تويتر في حالة ما تم حجبه ترك رسالة صوتية واستخدام تويتر هاشتاج #مصر ثم سيتكلف مستخدم آخر بنقل تلك الرسالة الصوتية إلى رسالة خطية كما سيعمل على إيصالها للكل. في 2 شباط/فبراير عادت خدمة النت للعمل في مصر بعدما عمل مشغلي الخدمات الأربع على استعادة الاتصال طوال تلك الفترة.

## فرنسا
تم فرض رقابة على موقع تويتر في فرنسا بعد قيام مستخدمٍ مجهول بنشر تغريدات يتهم فيها العرق اليهودي ويُعادي السامية. رفع اتحاد الطُلاب اليهود دعوة قضائية ضد المستخدم المجهول في 24 كانون الثاني/يناير 2013 بسبب «كمية» معاداة السامية من المواطنيين الفرنسيين على موقع التواصل بما في ذلك تويتر. حاول اتحاد الطلاب كذلك الضغط على قاضي التحقيق من أجل الكشف عن معلومات شخصية عن المستخدم الذي نشر مثل تلك التغريدات وذلك بسبب «انتهاك القوانين الفرنسية ضد خطاب الكراهية». تدخل تويتر على الخط في هذه القضية وأكد على أنه يقوم بمراجعة الخيارات فيما يخص هذه التهم. قرّرت الشركة في النهاية فتح مكاتب وفروع لها في فرنسا من أجل مراقبة الوضع عن كثب وحذف كل المنشورات التي تحرض على العنصرية في الوقت نفسه.

## الهند
تم حظر الكثير من الحسابات على تويتر وبخاصة تلك التي تنتحل شخصيات سياسية أو ممثلين وما إلى ذلك مثل الحساب الذي انتحل شخصية رئيس وزراء الهند في آب/أغسطس 2012 في أعقاب العنف في ولاية آسام.

## إيران
حظرت الحكومة الإيرانية عام 2009 خلال الانتخابات الرئاسية الإيرانية موقع تويتر خشية من تزايد الاحتجاجات والتظاهرات. في أيلول/سبتمبر 2013 تم حجب كل من تويتر وفيسبوك لفترة وجيزة دون أي تفسير أو حتى إشعار بسبب خطأ فني؛ ومع ذلك في غضون يوم واحد كانت المواقع محجوبة مرة أخرى.

## إسرائيل
في عام 2016 نشر المدون الأمريكي ريتشارد سيلفرشتاين عددا من التغريدات التي أبرز فيها نتائج تحقيق جنائي ينطوي على اعتداءات لجيش الاحتلال على قاصر مما دفع إسرائيل إلى حجب عنوان آي بي موقع تويتر بناء على طلب من وزارة العدل.

## كوريا الشمالية
في نيسان/أبريل 2016 بدأت كوريا الشمالية عملية حظر كتلة من عنواين آي بي موقع تويتر وذلك بسبب «قلق الدولة إزاء انتشار المعلومات على الإنترنت». جدير بالذكر هنا أنّ أي شخص يحاول الوصول إلى الموقع مثل الزوار الأجانب وحتى مع إذن خاص من الحكومة الكورية الشمالية سيكون عرضة للعقاب.

## باكستان
اعتبارا من مايو 2014 عملت شركة تويتر بانتظام على تعطيل القدرة على عرض تغريدات محددة داخل باكستان بناء على طلب من الحكومة على أساس أنها ازدراء دين بعد أن فعلت ذلك خمس مرات في نفس الشهر.

## روسيا
في 19 أيار/مايو 2014؛ منعت شركة تويتر بعض الحسابات الأوكرانية الموالية لسياسة دولة روسيا. حدث ذلك بعد فترة وجيزة من تهديد الحكومة الروسية بحظر موقع تويتر داخل أراضيها وفقاً للقانون الروسي في حالة ما قامت بحذف التغريدات التي تُؤيد روسيا وبخاصة مسألة استيلائها على شبه جزيرة القرم.
في 27 تموز/يوليو 2014 حظرت شركة تويتر حساب أحد الناشطين السياسيين بعدما أكدت على أن أشخاص من روسيا قد تكون لهم صلة مباشرة أو غير مباشرة بالكرملين قد اخترقوه.

## كوريا الجنوبية
في آب/أغسطس 2010 حاولت حكومة كوريا الجنوبية حجب محتوى معين على تويتر وذلك بسبب الحكومة الكورية الشمالية التي فتحت عشرات الحسابات المزيفة على الموقع بهدف تأجيج الرأي العام. قامت حكومة كوريا الشمالية بفتح حساب على تويتر أنشئت في 12 آب/أغسطس تحت اسم uriminzok ويعني «الناس» في اللغة العربية. اكتسب الحساب أكثر من 4500 متابع في أقل من أسبوع واحد، ثم في 19 آب 2010 قامت وزارة الاتصال التابعة لكوريا الجنوبية بالضغط من أجل حظر الحساب على تويتر بسبب بث «معلومات غير قانونية». وفقا بي بي سي ونقلا عن خبراء من الولايات المتحدة وكندا فإن كوريا الشمالية قد استثمرت في «تكنولوجيا المعلومات منذ أكثر من 20 عاما» مع معرفة كيفية استخدام مواقع الشبكات الاجتماعية. ويبدو أن «لا شيء جديد» على كوريا الشمالية التي عادة ما تقوم بنشر الدعاية في الصحافة ضد كوريا الجنوبية ووصفها بأنها «دولة داعية للحرب.».

## تركيا
في 21 آذار/مارس 2014 تم حجب الوصول إلى تويتر وذلك بعدما أمرت المحكمة بذلك في سبيل «تدابير الحماية». جاء ذلك بعد تصريحات رئيس الوزراء التركي رجب طيب أردوغان الذي تعهد «بمحو تويتر» بعد انتشار مزاعم تُفيد باستشراء الفساد في دائرته الداخلية. ومع ذلك؛ ألغت المحكمة الجنائية في إسطنبول يوم 27 آذار/مارس 2014 الحكم مع وقف التنفيذ، قبل أن تقضي المحكمة الدستورية في وقت لاحق أن الحظر غير قانوني. بعد أسبوعين من ذلك؛ رفعت الحكومة التركية الحجب على موقع تويتر. اعتبارا من يونيو 2014 قامت شركة تويتر بحجب 14 حساباً و«مئات التغريدات» في تركيا.
بين 2014 و2017؛ أكدت الدراسات أن تركيا وحدها قدمت 52% من إجمالي طلبات إغلاق الحسابات وحذف المنشورات في مواقع التواصل الاجتماعي أكثر من أي دولة أخرى. أيضا قدمت تركيا أكثر الطلبات لإزالة المنشورات في تويتر في 2014  و2015 ثم 2016.

## الإمارات العربية المتحدة
في شباط/فبراير من عام 2015 تم حذف حساب الإخوة الثلاث على موقع تويتر وذلك بعد اعتقالهن من قبل السلطات الإماراتية وإجبارهن على ذلك على خلفية كتابة تغريدة مفادها «أنا أفتقد أخي.»

## المملكة المتحدة
هدّد رئيس الوزراء البريطاني ديفيد كاميرون بإغلاق موقع تويتر وغيره من مواقع الشبكات الاجتماعية لمدة طويلة الأمد وغير مُحددة وذلك بسبب أحداث شغب إنجلترا عام 2011، ولكنه لم يتخذ أي إجراء.

## فنزويلا
منعت الحكومة الفنزويلية موقع تويتر من عرض الصور مؤقتا في فبراير/شباط من عام 2014، كما قامت بمنع مواقع وتطبيقات أخرى بما في ذلك زيلو جنبا إلى جنب مع الكثير من التطبيقات التي تعتمد على الاتصال اللاسلكي. ردا على ذلك؛ عرضت شركة تويتر على دولة فنزويلا استخدام حساباتهم عبر الرسائل النصية فقط دون عرض صور أو فيديوهات أو حتى ملفات متحركة.